# Шеллі Сенді
Шеллі Сенді (англ. Shelley Sandie, 22 січня 1969) — австралійська баскетболістка.
Срібна призерка Олімпійських Ігор 2000 року, бронзова призерка 1996 року, учасниця 1988 року.